# Sacodes protectus
Sacodes protectus là một loài bọ cánh cứng trong họ Scirtidae. Loài này được Harold miêu tả khoa học năm 1881.